# FC Casa del Benfica
FC Casa del Benfica was een Andorrese voetbalclub uit L'Aldosa de la Massana in de parochie La Massana. De club werd opgericht in 2003. In het seizoen 2006/07 werden ze kampioen van de Tweede Divisie en promoveerde zodoende naar de Lliga de Primera Divisió, de hoogste voetbaldivisie van Andorra. Het daaropvolgende seizoen eindigde men echter op de laatste plaats en degradeerde de club direct.
Van 2007-2009 speelde het onder de naam Serralleria Estrella (SE) Casa del Benfica. In het seizoen 2014/15 werd de club niet ingeschreven voor de Tweede Divisie waarna de club later dat jaar werd opgeheven.

## Erelijst
- Kampioen 2e divisie in 2007 en 2010

## Competitieresultaten 1995-2012
|  |

|  |

|  |

|  |

|  |

| 4 |

| 4 |

| 2 |

| 2 |

| 6 |

| 2 |

| 1 |

| 8 |

| 5 |

| 1 |

| 8 |

| 7 |

| Lliga de Primera Divisió |

| Lliga de Segona Divisió |

| Lliga de Primera Divisió |

| Lliga de Segona Divisió |

|  |

|  |

|  |

|  |

|  |

| 4 |

| 4 |

| 2 |

| 2 |

| 6 |

| 2 |

| 1 |

| 8 |

| 5 |

| 1 |

| 8 |

| 7 |

| Lliga de Primera Divisió |

| Lliga de Segona Divisió |

| Lliga de Primera Divisió |

| Lliga de Segona Divisió |